# Liste der Naturdenkmale in Balesfeld
Die Liste der Naturdenkmale in Balesfeld nennt die im Gemeindegebiet von Balesfeld ausgewiesenen Naturdenkmale (Stand 5. Juni 2024).

## Ehemalige Naturdenkmale
| Nr. | Bezeichnung  | Lage                               | Beschreibung                                                       | Bild                                    |
| --- | ------------ | ---------------------------------- | ------------------------------------------------------------------ | --------------------------------------- |
|     | Roßkastanien | Kapellenstraße, an der Brücke Lage | Aesculus hippocastanum, mehrere Bäume; Rechtsverordnung aufgehoben | Direkt Bild zu diesem Denkmal hochladen |